# Braderochus dentipes
Braderochus dentipes är en skalbaggsart som först beskrevs av Chemsak 1979. Braderochus dentipes ingår i släktet Braderochus och familjen långhorningar.
Artens utbredningsområde är:
- Costa Rica.
- Honduras.
- Panama.

Inga underarter finns listade.